# Діодот Трифон
Діодот Трифон (? — 138 до н. е.) — цар Сирії у 142 до н. е.–138 до н. е..

## Життєпис
Про його батьків та дату народження нічого не відомо. За часів царя Александра I був вже впливовим військовиком. У 145 році після загибелі Александра I, а згодом Птолемея VI, царя Єгипту, Діодот виступив проти Деметрія II Селевкіда. Того ж року оголосив царем Антіоха VI, сина Александра I. Фактично залишався правителем володінь селевкидів у Передній та Малій Азії. У 143 році до н. е. розпочав перемовини з юдеями з династії Хасмонеїв. У 141 році до н. е. заманив у засідку Йонатана Хасмонея, захопив його та стратив. Проте проти нього виступив Симон Хасмоней.
У 142 до н. е. Діодот відсторонив Антіоха VI від влади, оголосивши себе царем. Водночас проти нього виступив Антіох Сідет, син царя Деметрія I. Останній у 138 до н. е. розбив Діодота Трифона, в результаті Трифон опинився у складному становищі. У результаті він наклав на себе руки в Апамеї.